# Фонсаграда (комарка)
Фонсаграда (исп. Comarca de Fonsagrada,  галис. A Fonsagrada)  — район (комарка) в Испании, входит в провинцию Луго в составе автономного сообщества Галисия.

## Муниципалитеты
1. Балейра
2. Фонсаграда
3. Негейра-де-Муньис

1. ↑  https://www.ine.es/dynt3/inebase/index.htm?padre=525